# Girardota
Girardota ist eine Gemeinde (municipio) im Departamento Antioquia in Kolumbien. Girardota liegt in der Metropolregion von Medellín, der Metropolregion Valle de Aburrá.

## Geographie
Girardota liegt in Antioquia in der Subregion Valle de Aburrá, 26 km von Medellín entfernt, am Südufer des Río Medellín, auf einer Höhe von 1425 m ü. NN. Die Gemeinde grenzt im Norden an Barbosa, im Osten an Guarne und San Vicente, im Westen an San Pedro de los Milagros und Donmatías und im Süden an Copacabana. Der urbane Bereich, die eigentliche Stadt, liegt am rechten Flussufer des Río Medellín.

## Bevölkerung
Die Gemeinde Girardota hat 56.148 Einwohner, von denen 33.004 im städtischen Teil (cabecera municipal) der Gemeinde leben. In der Metropolregion Valle de Aburrá leben insgesamt 4.173.692 Menschen (Stand: 2022).

## Geschichte
Auf dem Gebiet des heutigen Girardota lebten vor der Ankunft der Spanier die indigene Volk der Nutabes und Yamesíes. Die erste koloniale Siedlung wurde 1620 gegründet. Der ursprüngliche Name war Hatogrande. 1833 wurde Girardota zur Kirchengemeinde unter dem heutigen Namen, der zu Ehren des Unabhängigkeitskämpfers Atanasio Girardot gewählt wurde.

## Wirtschaft
Der wichtigste Wirtschaftszweig von Girardota ist die Industrie. Die Gemeinde bewahrt aber auch noch die Tradition der Panela-Produktion. Die Fernstraße I-62 (Medellín–Tunja) führt an der Stadt vorbei.

## Religion
Girardota ist der Sitz des Bistums Girardota.